# Farsley Celtic FC
Farsley Celtic Football Club är en engelsk fotbollsklubb i Farsley, grundad 1908. Hemmamatcherna spelas på Throstle Nest. Smeknamnet är The Villagers eller The Celts.

## Historia
Klubben bildades av en grupp ungdomar 1908 och i början spelade klubben i diverse lokala ligor och cuper. På 1950-talet gick klubben med i Yorkshire League och där spelade de tills ligan slogs ihop med Midland Counties League. 1987 gick de med i den nystartade Northern Premier League First Division och 2006 vann man över North Ferriby United med 2–1 i playoffinalen i Premier Division och gick därmed upp i Conference North.

## Meriter
- Yorkshire Football League: 1960, 1969
- Yorkshire Football League Division Two: 1951
- Northern Counties East Football League Division One (North): 1985
- Northern Premier League Playoff vinnare: 2006
- Northern Premier League Cup: 2006